# Micro-région de Marcali
La micro-région de Marcali (en hongrois : marcali kistérség) est une micro-région statistique hongroise rassemblant plusieurs localités autour de Marcali.